# Leonel Miranda
Leonel Miranda (S. Mamede, Torres Vedras, 15 de agosto de 1944) é um antigo ciclista profissional português. Foi profissional entre 1965 e 1974, período durante o qual venceu  inúmeras provas nas categorias de amador e profissional a nivel nacional devido as suas qualidades de corredor completo e sendo um optimo sprinter. 

## Palmarés
1965
7º Lugar na Volta a Portugal, Portugal
1966
Campeão Nacional de Rampa, Portugal
10º Lugar na Volta a Portugal, Portugal
1967
5º Lugar na Volta a Portugal, Portugal
1º Lugar no Premio da Montanha da Volta a Portugal, Portugal
1968
Campeão Nacional de Pista em Velocidade, Portugal
3º Lugar na Volta a Portugal, Portugal
Envergou a camisola amarela 8 etapas na Volta a Portugal, Portugal
1º Lugar no Premio por Pontos da Volta a Portugal, Portugal
1º Lugar Lisboa-Porto, Portugal
1969
1º Lugar no Premio por Pontos da Volta a Portugal, Portugal
1970
5º Lugar na Volta a Portugal, Portugal
1º Lugar no Premio por Pontos e Metas Volantes da Volva a Portugal, Portugal
1971
Campeão Nacional de Pista em Velocidade, Portugal
12º Lugar na Volta a Portugal, Portugal
1972
6º Lugar na Volta a Portugal, Portugal
1973
3º Lugar no Circuito de Loures, Loures, Portugal
3º Lugar em Valadares, Porto, Portugal
1974
1º Lugar no Porto-Lisboa, Portugal